# Montserrat Medina Martínez
Montserrat Medina Martínez (País Valencià, 1984) és una monja valenciana del convent de Santa Anna de Sant Mateu coneguda per haver decidit entrar en un convent després d'una carrera exitosa a Silicon Valley, on va fundar l'startup Jetlore comprada per Paypal.
A finals de la dècada del 1990 va arribar a San Francisco per fer un doctorat en aeronàutica a la Universitat Stanford. El 2011 va fundar l'startup anomenada Jetlore amb seu a San Mateo de Califòrnia, juntament amb Eldar Sadikov va crear continguts per eBay, Inditex o LG. Aquesta empresa, que oferia un nou sistema de pagament pel comerç electrònic, va adquirir una Fortune 100 i va acabar sent comprada per la companyia Paypal. El 2017 va obtenir la Medalla de bronze dels Stevie Awards for Women in Business.
En tornar a Espanya, amb 34 anys, va ser contractada el juny del 2019 com a sòcia per la consultora Deloitte on també era directora de l'Àrea Analítica Avançada i Intel·ligència Artificial. El desembre del 2020 va publicar una carta oberta anuncinat que deixava la seva vida anterior per fer-se monja entrant en el convent de Santa Anna de Sant Mateu.